# Michael Nassoro
Michael Nassoro est un boxeur tanzanien né le 13 juillet 1956.

## Carrière
Aux Jeux olympiques d'été de 1980 à Moscou, Michael Nassoro est éliminé au premier tour dans la catégorie des poids mi-lourds par le Yougoslave Slobodan Kačar.
Il est médaillé d'argent aux championnats d'Afrique de Kampala en 1983 dans la catégorie des poids mi-lourds.
Il est le porte-drapeau de la délégation tanzanienne aux Jeux olympiques d'été de 1984 à Los Angeles, où il est éliminé au deuxième tour dans la catégorie des poids mi-lourds par le Kényan Sylvanus Okello.
Il est médaillé de bronze aux Jeux africains de Nairobi en 1987 dans la catégorie des poids lourds.